# Coenagrion ornatum
Coenagrion ornatum là một loài chuồn chuồn kim trong họ Coenagrionidae.
Coenagrion ornatum is in 1850 voor het eerst wetenschappelijk beschreven bởi Selys.